# Asmirandah
Asmirandah Zantman (n. 5 de octubre de 1989, Yakarta), conocida artísticamente como Asmirandah, es una actriz, cantante y escritora indonesia. Ella comenzó su carrera musical en el mundo del espectáculo a través de una de las escenas de un  matrimonio de una telenovela titulada "Kawin Gantung". 

## Biografía
Asmirandah nació el 5 de octubre de 1989 en Yakarta, ella es hija única de Anton Farmidji Zantman y Muhammad Sani Suliwati. Su padre es holandés y su madre pertenece a la etnia de Sonda-Betawi.
Su carrera musical comenzó a principios del 2000, participando en un concurso de canto. Además fue modelo en varios cortes comerciales publicitarios como Coca-Cola y Suzuki, gracias a su apariencia física ventajosa y su cabello largo.
Asmirandah también aprecia la literatura y la poesía, en el 2012 publicó su primera colección de narración breve titulada «Lovandah».

## Filmografía

### Películas
- Liar (Wild Ones) (2008)
- Ketika Cinta Bertasbih 2 (When love glorify 2) (2009)
- Dalam Mihrab Cinta (In the sanctuary of love) (2010)
- Jakarta Hati (Jakarta Heart) (2012)
- Rectoverso (Rectoverso) (2013)
- Isyarat (Signal) (2013)

### Como voz soprano de ópera
- Haji Qomar
- Kawin Gantung Belatung
- Inikah Rasanya?
- Cinta SMU 2
- Arti Cinta
- Maha Kasih
- Maha Kasih 2
- Kau Masih Kekasihku
- Wulan
- Surga-Mu
- Baby Doll
- Melody
- Aisyah
- Nona Dewa
- Hingga Akhir Waktu
- Kau Masih Kekasihku
- Sekar
- Nikita
- Kemilau Cinta Kamila
- Dari Sujud Ke Sujud
- Binar Bening Berlian
- ISkul Musikal
- Separuh Aku
- Mutiara Dari Surga

## Discografía
- Ketulusan Cinta (2009)
- Salahkah Kita (2009)
- Bunga-Bunga Cinta (2010)
- Lagu Tema Agu Inkin Kamu (2011)
- Aku Jatu Hati (2012)
- Kesetiaanmu (2015)
- Selamatkanku (2015)

## Logros
- AC Sharps
- XL
- Fatigon C Plus
- Coca-Cola
- Gery Coklat & Gery Salut
- Rexona
- Pucelle
- Suzuki Spin
- Vitacimin
- Hero
- Kratingdaeng
- Axe
- IM3 Indosat
- SkinWhite
- Mito
- Bontea Green
- Pioneer
- Mountea
- AC Sharp Sayonara V
- Head & Shoulders
- Kendra
- Homyped
- Biore
- Fatigon C+

## Vida personal
Educada en una devota familia musulmana, se convirtió al protestantismo y fue bautizada en julio de 2013, y luego se casó con Jonas Rivanno en Singapur, el 22 de diciembre de 2013. Ella desmintió los rumores de una conversión forzada, aclarando que fue voluntaria, después de haber soñado con Jesucristo.